# 인드르지후프흐라데츠구

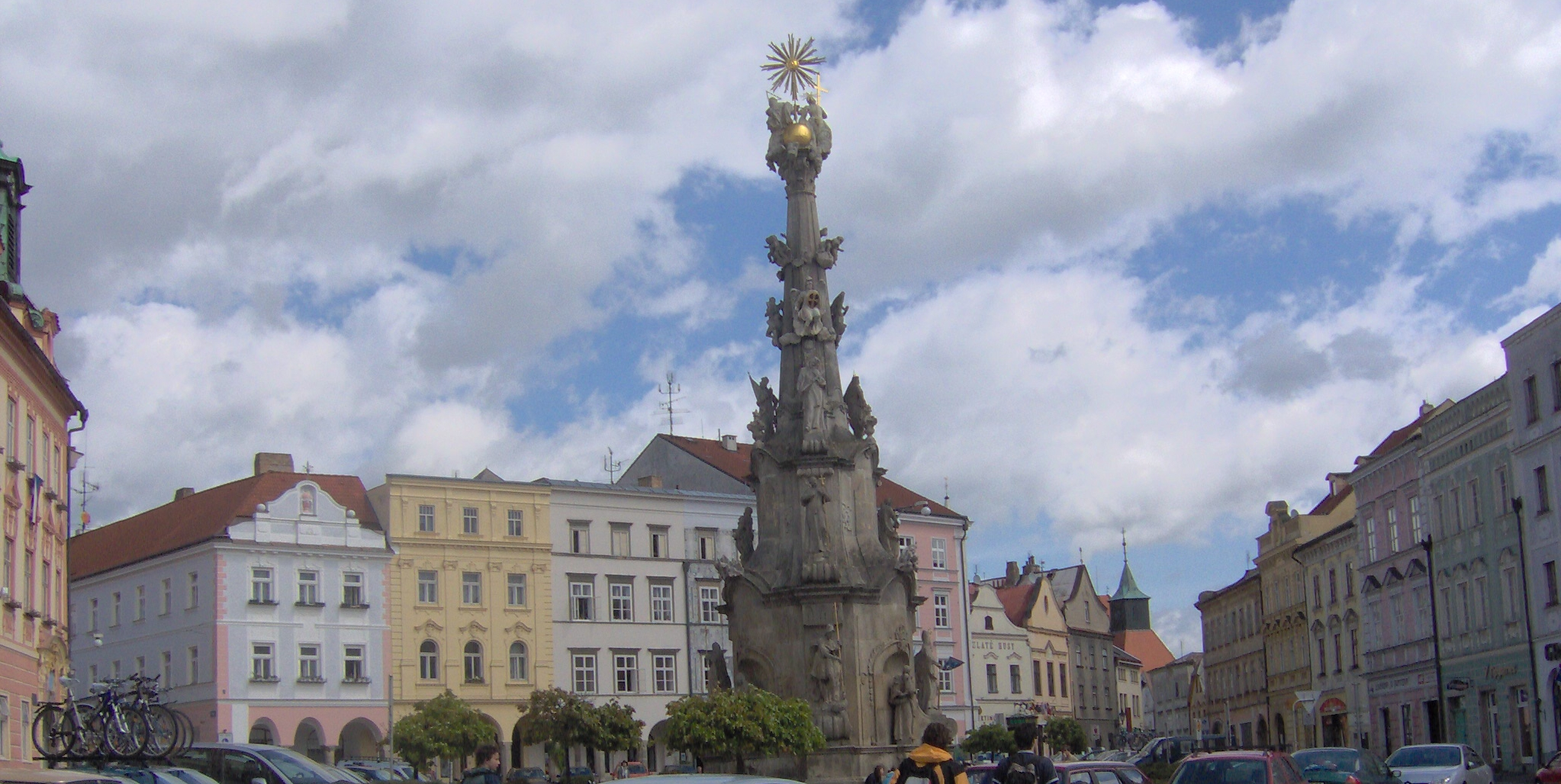
인드르지후프흐라데츠구의 행정 중심지인 인드르지후프흐라데츠

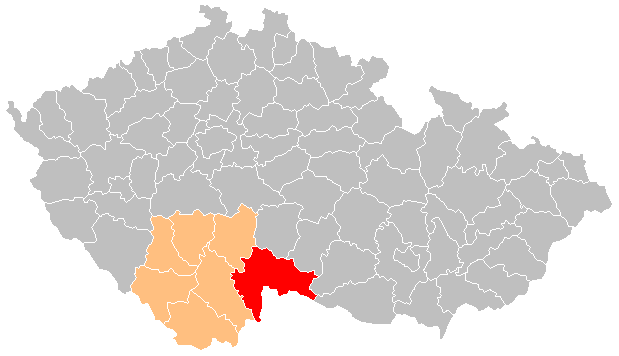
인드르지후프흐라데츠구의 위치

인드르지후프흐라데츠구(체코어: Okres Jindřichův Hradec)는 체코 남보헤미아주를 구성하는 7개 구 가운데 하나로 행정 중심지는 인드르지후프흐라데츠이며 면적은 1,943.69km2, 인구는 90,653명(2019년 1월 1일 기준), 인구 밀도는 47명/km2이다.
남보헤미아주 남동부에 위치하며 106개 지방 자치체(15개 시, 91개 마을)를 관할한다. 남보헤미아주 체스케부데요비체구, 타보르구, 비소치나주 펠흐르지모프구, 이흘라바구, 트르제비치구, 남모라바주 즈노이모구와 접하며 남쪽으로는 오스트리아와 국경을 접한다.